# Ella Snoep
Peternella Henriëtte (Ella) Snoep-Pols (Amsterdam, 5 februari 1927 – Almere, 24 mei 2009) was een Nederlands actrice.

## Biografie
Snoep werd geboren in Amsterdam, waar zij ook opgroeide. Na de middelbare school werkte zij bij verschillende bedrijven, voor ze vanaf 1992 in het theater en op televisie carrière maakte. Zij was vooral bekend van haar rol als Hella in de komedieserie Het Zonnetje in Huis en als Jantje Kruimel in Vrouwenvleugel. Ze speelde ook in de televisiecommercial van SIRE "30, maakt je wijk weer prettig". Ook speelde ze van 1997 tot 2001 in de comedy Kees & Co de moeder van Kees. Ze overleed in een ziekenhuis op 24 mei 2009 op 82-jarige leeftijd aan vocht in de longen.
Ella Snoep was de oudere zus van acteur Detlev Pols (1935–2000).

## Filmografie

### Film
- 2007: Ernst, Bobbie en de geslepen Onix - Bejaarde vrouw (echtpaar)
- 2000: Somberman's actie - Oudere dame bij de kruidenier
- 1998: Verknipt - Truus (korte film)
- 1996: Laagland - Buurvrouw
- 1996: Domburg - Marthe
- 1995: Filmpje! - Bejaarde vrouw

### Televisie

#### Vaste rol
- 1999–2000: De Daltons - Oude buurvrouw
- 1998–2000: In de praktijk - Mevrouw De Winter
- 1998–1999: Het Zonnetje in Huis - Hella
- 1996: De Winkel - Pietje Anders
- 1993–1995: Vrouwenvleugel - Jantje Kruimel

#### Terugkerende rol
- 1999: De Club van Sinterklaas - Mevrouw De Boer
- 1997–2001: Kees & Co - Moeder van Kees (Jo, Veralin van Straten)
- 1997: Goudkust - Rita de Brink
- 1994: Seth & Fiona - Tante Doris

#### Gastrol
- 2004: Zes minuten - Tante Cor
- 2001: Schiet mij maar lek - Truus (Afl. Body Talk en Crimineel)
- 1999: Het Feest Van Sinterklaas- Oma
- 1998: Kees & Co - Tante Cor
- 1998: SamSam - Tante Aaf (Afl. Planet of the babes)
- 1997: Duidelijke taal! - Vrouw (Afl. Goede tijden, oude tijden)
- 1995: Baantjer - Mevrouw Meggel (Afl. De Cock en de moord op het bureau)
- 1995: Toen was geluk heel gewoon - Elly van der Dood (Afl. De NV Jaap Kooijman)
- 1995: Coverstory - Buurvrouw Cora (Afl. Niet aanwezig)
- 1995: Tegen wil en dank - Mevrouw Van Vleuten (Afl. Functioneel Bloot)
- 1994: Een galerij - Oma (Afl. Mijn broer of ik)
- 1994: Het Zonnetje in Huis - Vrouw in wachtkamer (Afl. Het hondje)
- 1992: Medisch Centrum West - Mieke van Telgen (Afl. Het oordeel en De keuze)
- 1992: Zeg 'ns Aaa - Mevrouw Biersma (Afl. Een jongensdroom)
- 1992: Tax Free - Mevrouw (Afl. Spaanse kant)
- 1992: Bureau Kruislaan - Mevrouw Van Tuyl (Afl. Operatie rode kaart)
- 1991: Suite 215 - Vrouw (Afl. Jachtvelden)

### Theater
- 2000/2001: The Mousetrap - Mevrouw Boyle
- 1998: De Jantjes